# FitzAlan
I FitzAlan furono una nobile famiglia inglese.
La loro origine fu bretone e loro capostipite fu Alan fitz Flaad, che nel 1100 venne invitato da Enrico I d'Inghilterra a venire in Inghilterra dove ricevette in concessione terre nel Norfolk e nello Shropshire. Un figlio di Alan, Walter fitz Alan, divenne favorito del re Davide I di Scozia ed ottenne nel 1157 la nomina a High Steward of Scotland che trasmise ai discendenti. Da Walter discese la dinastia reale degli Stuart.
Il nome deriva dall'unione di due parole Fitz e Alan, letteralmente figlio di Alan. Fitz a sua volta deriva dal francese fiz / filz e significa figlio di.
I FitzAlan mantennero la contea di Arundel per più di tre secoli, dal 1267 al 1580. Il primo conte della famiglia FitzAlan fu John, che ereditò la contea dallo zio materno Hugh de Albini, conte di Arundel morto nel 1243 senza eredi maschi. Fu tuttavia dopo il formale conferimento da parte di Edoardo I d'Inghilterra che la famiglia iniziò ad usare il titolo.
Nel corso dei secoli si imparentarono con le maggiori famiglie inglesi. L'unione con gli Howard avvenne nel 1556 quando Mary FitzAlan, erede e figlia di Henry FitzAlan, XIX conte di Arundel, sposò Thomas Howard, IV duca di Norfolk. Loro unico figlio fu Philip Howard che ereditò la contea di Arundel dal nonno ma non il ducato di Norfolk dal padre essendo stato questi giustiziato per alto tradimento. Secoli dopo un suo discendente, Henry, duca di Norfolk, assunse il doppio cognome Fitzalan-Howard che trasmise ai discendenti.
Nel 1347 Richard FitzAlan, già conte di Arundel, ereditò la contea del Surrey dallo zio John de Warenne, VII conte del Surrey morto senza figli. Thomas FitzAlan, nipote di Richard, fu ultimo FitzAlan ad essere conte di Surrey: morì senza figli nel 1415 ed il titolo si estinse.

## FitzAlan conti di Arundel
- John FitzAlan, VI conte di Arundel (d. 1267)
- John FitzAlan, VII conte di Arundel (1246–1272)
- Richard FitzAlan, VIII conte di Arundel (1267–1302)
- Edmund FitzAlan, IX conte di Arundel (1285–1326) (perso nel 1326)
- Richard FitzAlan, X conte di Arundel (1313–1376) (ripristinato nel 1331)
- Richard FitzAlan, XI conte di Arundel (1346–1397) (perso nel 1397)
- Thomas FitzAlan, XII conte di Arundel (1381–1415) (ripristinato nel 1400)
- John FitzAlan, XIII conte di Arundel (1385–1421)
- John FitzAlan, XIV conte di Arundel (1408–1435)
- Humphrey FitzAlan, XV conte di Arundel (1429–1438)
- William FitzAlan, XVI conte di Arundel (1417–1487)
- Thomas FitzAlan, XVII conte di Arundel (1450–1524)
- William FitzAlan, XVIII conte di Arundel (1476–1544)
- Henry FitzAlan, XIX conte di Arundel (1512–1580)

## FitzAlan conti del Surrey
- Richard FitzAlan, X conte di Arundel
- Richard FitzAlan, XI conte di Arundel
- Thomas FitzAlan, XII conte di Arundel

## FitzAlan-Howard duchi di Norfolk
- Henry Fitzalan-Howard, XIV duca di Norfolk (1815-1860), figlio maggiore del XIII duca
- Henry Fitzalan-Howard, XV duca di Norfolk (1847-1917), figlio maggiore del XIV duca
- Bernard Fitzalan-Howard, XVI duca di Norfolk (1908-1975), figlio secondogenito del XV duca
- Miles Stapleton-Fitzalan-Howard, XVII duca di Norfolk (1915-2002), pronipote del secondo figlio del XIII duca
- Edward Fitzalan-Howard, XVIII duca di Norfolk (n. 1956), figlio maggiore del XVII duca